# Phytomyza achilleaececis
Phytomyza achilleaececis este o specie de muște din genul Phytomyza, familia Agromyzidae, descrisă de Suss în anul 1984.
Este endemică în Italia. Conform Catalogue of Life specia Phytomyza achilleaececis nu are subspecii cunoscute.